# Nicolas Blancho
Nicolas Andrev Blancho (genannt Abu Ammar AbdUllah oder AbdAllah, * 12. September 1983 in Biel/Bienne) ist Schweizer Präsident des Vereins Islamischer Zentralrat Schweiz (IZRS) sowie Vorstandsmitglied im «Dachverband Kulturelle Gemeinschaft der Muslime Biel» (KGMB) und lehrt u. a. in der Ar-Rahman-Moschee in Biel, die dem «Verein Arrisala» angehört. Allgemein ist Blancho als Islam-Extremist bekannt.

## Leben
Laut einem Bericht der Weltwoche wuchs Blancho in einer liberal denkenden Familie in Biel konfessionslos auf. Nach der Sekundarschule begann er zuerst eine Druckerlehre. Mit 16 Jahren konvertierte Blancho zum sunnitischen Islam. Er brach die Lehre ab, holte dann das Gymnasium nach und studierte 2007 Islamwissenschaften und Jura an der Universität Bern.
Blancho gründete 2004 die Firma „Alquds Food GmbH“ mit dem Zweck, Lebensmittel insbesondere aus Tunesien zu importieren. Die Firma wurde 2007 wieder aufgelöst. Zusammen mit Abdul Hamid Al-Fayek gründete er 2006 die Lebensmittel Import- und Exportfirma „A & B Tradex GmbH“, die 2013 wieder aufgelöst wurde.
Blancho spricht fliessend Deutsch, Französisch und Arabisch. Er ist verheiratet und zweifacher Vater.
Blancho wurde im März 2023 verurteilt, weil er gegen das Anti-Terrorismus-Gesetz verstossen hat.
Blancho vertritt einen wahhabitisch geprägten Islam nach saudischem Vorbild, der eine zeitgemässe Interpretation der heiligen Schriften ausschliesst. Er bezeichnete die Steinigung als „ein Bestandteil, ein Wert meiner Religion“, der aber im Schweizer Kontext nicht zur Anwendung kommen solle. Seit 2003 ist bekannt, dass sich Blancho für die Einführung der Scharia in der Schweiz einsetzt. Im Jahr 2006 organisierte Blancho eine nationale Demonstration gegen die Mohammed-Karikaturen.
Blancho ist Präsident des Islamischen Zentralrats Schweiz (IZRS). Ein Ziel Blanchos ist es, ein Netzwerk von Muslimen aufzubauen – mit muslimischen Ärzten, Taxifahrern, Bäckern et cetera.
Blancho ist überschuldet und wurde mehrmals strafrechtlich verurteilt.

## Kontroversen
Blancho bzw. der Islamische Zentralrat Schweiz wurden in der Presse als gefährliche Islamisten charakterisiert. Tariq Ramadan bezeichnete ihn als „Randerscheinung in der muslimischen Landschaft“. Weitere Zeitungsartikel behaupteten Verbindungen zu Terroristen.
Markus Seiler, Direktor vom Nachrichtendienst des Bundes, meinte dagegen im Mai 2010 zum Zentralrat: „Es geht beim IZRS um ideologischen, nicht um gewalttätigen Extremismus.“
Im November 2016 leitete die Schweizer Staatsanwaltschaft ein Ermittlungsverfahren wegen dschihadistischer Propaganda und eines möglichen Verstosses gegen das Bundesgesetz über das Verbot der Gruppierungen al-Qaida und Islamischer Staat (IS) sowie verwandter Organisationen gegen Blancho und Qaasim Illi ein. Der Islamische Zentralrat veröffentlichte 2015 einen Syrien-Film, der laut Bundesanwaltschaft «propagandistisch» ist.
Im Mai 2018 bestätigte das Bundesgericht in Lausanne, dass Blancho keine Schusswaffe erwerben darf. Dieser hatte 2015 ein Gesuch eingereicht, das von der Kantonspolizei Bern abgelehnt worden war. Das Berner Verwaltungsgericht hatte in einem Urteil aufgeführt, dass Blancho «Dritte mit einer Waffe gefährden könnte»
Gemäss der Zeitung Le Temps untersucht der Nachrichtendienst des Bundes (NDB) die Verbindungen zwischen Blancho und den in Katar ansässigen Abdulrahman al-Nuaimi und Ali Abdullah al-Suwaidi, die mit al-Qaida vernetzt sind.
Blancho wird finanziell aus Katar unterstützt. Er ist Vizepräsident der Berner Vereine Aziz Aid in Qoranona, unter der Leitung von Abdulaziz Abdulrahman H.A. Al-Thani, Mitglied des königlichen Hauses von Katar.